# Håkan Söderstjerna
Håkan Söderstjerna (født 30. oktober 1975) er en svensk tidligere professionel fodboldspiller, der primært spillede som venstre midtbanespiller og sekundært angriber. Hans seneste klub var Superettan-klubben Landskrona BoIS, som han skrev kontrakt med i sommeren 2005 til og med 31. december 2007. Familiemæssigt bor han sammen med kæresten Johanna, som han har datteren Alice med.

## Spillerkarriere
Han startede oprindeligt med at spille fodbold i ungdomsårene i svenske Teckomatorp Sportklubb, men ved 16-17 års alderen skiftede til Landskrona BoIS. Hans far Christer Söderstjerna har også tidligere spillet fodbold i både Teckomatorp SK og Landskrona BoIS. Håkan Söderstjerna blev født med kun en arm og må dermed ikke foretage indkast under kampe. Han havde til trods for sit handicap en god balance på banen, som blev oparbejdet igennem barndommen, samt tekniske færdigheder og offensive kvaliteter, der gjorde ham til en publikumsfavorit. Han opnåede desuden også megen medieopmærksomhed grundet handicappet.
Söderstjerna spillede i to omgange i Landskrona BoIS – første gang i 1992, da han som ung spiller forlod barndomsklubben Teckomatorp SK. Han spillede i BoIS i fem år, hvor daværende træner Torben Storm inkluderede han i klubbens førsteholdstrup. Håkan Söderstjerna fik debut i Allsvenskan i 1994 med Landskrona BoIS, som var i ligaen i en enkelt sæson. Söderstjerna var på det tidspunkt 18 år og fik kun chancen i få tilfælde, men hans afgørende mål i det lokale derby mod Helsingborgs IF på Olympia en september-aften var hans gennembrud og er blevet en klassiker. Det blev startskuddet på hans karriere, og inden længe blev det tid at prøve kræfter med et professionelt liv i Singapore og S-Leagueklubben Tiong Bahru United. Her blev han i 1½ år, før han vendte tilbage til Norden igen. Her kom han til den danske 1. divisionsklub Boldklubben Fremad Amager, hvor han ligeledes spillede 1½ år og blev genforenet med træner Torben Storm.
I 2000 vendte han tilbage til Landskrona BoIS i Superettan, hvor han blev til 2002, inden han igen drog til udlandet. Landskrona BoIS var ved hans tiltrædelse igen rykket op i Allsvenskan. I 2002 var han på grund af sine præstationer for Landskrona BoIS, som førte den bedste svenske række i en lang periode, tættere på en plads på det svenske fodboldlandshold end nogensinde før.[kilde mangler] Da forhandlingerne om en ny kontrakt brød sammen i januar 2003, skiftede han i den følgende sæson 2003 til norske Fredrikstad FK i 1. divisjon med Egil "Drillo" Olsen som træner. I sin nye klub havde han en god første sæson til trods for en problemfuldt sæsonopstart med mange skader og sygdom. Sæsonen 2004 i Eliteserien (Tippeligaen) blev nærmest spoleret af en mystisk forstrækning, men han fik alligevel scoret fem mål. Efter store skadesproblemer i 2004 og 2005 og uden garanti for spilletid fik han tilladelse til at søge nye græsgange, og han vendte i sommeren 2005 tilbage til Sverige og skrev en 2½-årig kontrakt med Landskrona BoIS, der på daværende tidspunkt lå i Allsvenskan. Han besluttede sig for at stoppe karrieren efter kontraktudløbet 31. december 2007.